# دای بوتسو

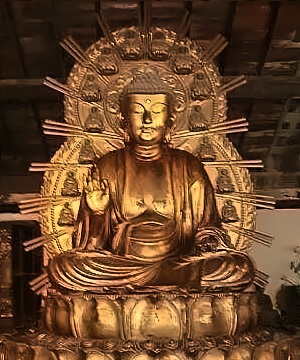
ماکت دای بوتسو در کیوتو

دای بوتسو (به ژاپنی: 大仏 Daibutsu) به زبان ژاپنی به مجسمه‌های بسیار بزرگ بودا گفته می‌شود.
عظیم‌ترین تندیس مقدس کاماکورا در ژاپن و از تندیس‌هایی است که به سبب چاپ تصویر آن در بروشورهای جلب سیاحان برای غالب مسافران آشنا است. محیط دایرهٔ پایین این تندیس نزدیک به ۳۰ متری و بلندای آن بیش از ۱۵ متر است. دای بوتسو در ۱۲۵۳ از مفرغ قالب ریزی شد و بی شک این کار در دورهٔ زنده بودن یوشیدا به انجام رسیده‌است. دای بوتسو را تخست در بنایی چوبین جای دادند و این بنا در توفان ۱۳۶۹ ویران شد. از تصاویر موجود از ۱۴۹۴ چنین بر می‌آید که این تندیس در آن توفان آسیبی ندید و با آن که جزر و مد در این سال نیز ساختمان مرمت شده معبد را دیگر بار ویران کرد تندیس بودا در همهٔ این رویدادها سالم ماند.